# Buttapietra
Buttapietra – miejscowość i gmina we Włoszech, w regionie Wenecja Euganejska, w prowincji Werona.
Według danych na rok 2004 gminę zamieszkiwało 5800 osób, 341,2 os./km².